# Сормовская (станция метро)
«Со́рмовская» — проектируемая 18-я станция Нижегородского метрополитена. Будет располагаться на ул. Станционная рядом с железнодорожной платформой «Сормово», где будет организован транспортно-пересадочный узел. «Сормовская» будет следующей после станции «Буревестник», образуя участок, протяжённостью 2,6 км. Станцию планируют открыть в 2026 году, стоимость строительства — 19,4 млрд рублей. Она станет первой в Сормовском районе.

## История
Изначально «Сормовскую» планировали построить вдоль улицы Коминтерна, в центре района Сормово. В 2022 году стало известно, что «Сормовскую» построят на окраине района — вдоль Станционной улицы. Региональные власти обосновали такое размещение станции минимизацией неудобства для жителей и обеспечением транспортной доступностью района на период работ, а также сокращением сроков строительства и возможностью организовать транспортно-пересадочный узел с железнодорожной платформой «Сормово».
29.11.2024 глава Минтранса Нижегородской области Павел Саватеев на парламентском часе в Заксобрании заявил, что на данный момент подрядчик готовит документацию и ведёт инженерные изыскания. Также, результаты госэкспертизы по проектной документации станции метро «Сормовская» в Нижнем Новгороде планируется получить в июле 2025 года.
16.12.2024 КУ «ГУММиД» заявил, что стройплощадку для будущей станции метро «Сормовская» планируется обустраивать в первом квартале 2025 года, то есть в январе—марте. Продление метро в Сормове находится на стадии проектно-изыскательских работ, необходимых для подготовки проектной документации. Одновременно территорию очищают для организации строительства.
Телеграмм-канал МетроНН заявил, что проектировщики генерального подрядчика продолжают вести инженерно-геологические изыскания для определения характеристик грунтов при продлении Сормовско-Мещерской линии метро. Специалисты бурят скважины на глубину до 35 метров для получения образцов грунта и продолжают проводить полевые и лабораторные исследования. Геодезия будущей трассы метрополитена от станции «Буревестник» до места строительной площадки на улице Станционной уже завершена — изыскания проведены на территории 65 гектар. После проведения всего комплекса исследований, проектная документация на строительство новой станции метро «Со́рмовская», пройдёт проверку в Главгосэкспертизе. Также продолжается изъятие участков и оформление их в собственность муниципалитета параллельно с разведкой трассы. 

## Расположенные у метро объекты
- Железнодорожная платформа «Сормово»
- Завод «Красное Сормово»
- Торговый центр «Сормовские зори»
- Торговый центр «Золотая миля»
- Кинотеатр «Сормовский»
- Спасо-Преображенский собор

## Критика
Основная претензия недовольных достаточно очевидна — станция «Сормовская» появится в удалении от районного центра. Улицу Станционную местные жители называют «промзоной» и «отшибом» и сходятся во мнении, что решение принято отнюдь не для заботы о сормовичах, а из-за банального желания сэкономить.
Горожане рассказывают, что добираться от перспективной станции до центра Сормова дольше, нежели утверждают власти. К примеру, жителям улицы Культуры и вовсе придётся идти пешком порядка 20 минут.
Дорога из центра Сормова к новой станции — узкая и неудобная, утверждают нижегородцы. Особенно ситуация усложнится осенью и зимой, когда к метро придётся идти под дождём или в метель. К тому же, путь должен пройти через жилые кварталы, а значит, сормовичам придётся мириться с толпами людей, спешащих на поезд.